# Monkey Business (polski zespół muzyczny)
Monkey Business – polski zespół rock 'n' rollowy, założony w 1982 roku przez Wojciecha Misiaszka i Ryszarda Philipsa – studentów Akademii Ekonomicznej w Krakowie. Pierwszy skład występujący w krakowskich klubach studenckich tworzyli:
- Marian Sołtys – śpiew
- Ryszard Philips – gitara, śpiew
- Wojciech Misiaszek – fortepian
- Waldemar Sowiński – gitara basowa
- Krzysztof Dziewit-Murino – perkusja

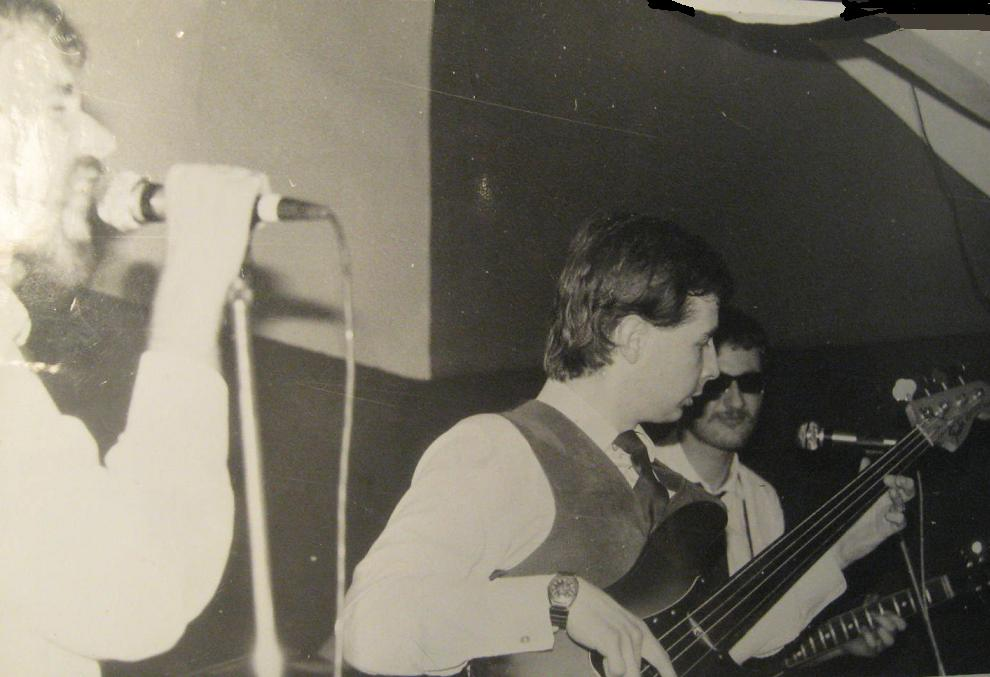
Pod Jaszczurami 1983.
Od lewej M. Sołtys J. Chruściński R. Philips

W roku 1983 do zespołu dołączyli: basista Jacek Chruściński, pianista Wojciech Groborz i perkusista Benedykt Radecki. Wkrótce grupę objęła patronatem Agencja Koncertowa PSJ w Krakowie. Ówczesny skład zespołu Monkey Business tworzyli:
- Marian Sołtys – śpiew
- Ryszard Philips – gitara i śpiew
- Mariusz Kwiatkowski – saksofon
- Wojciech Groborz – fortepian
- Jacek Chruściński – gitara basowa
- Benedykt Radecki – perkusja

Kolejny skład kierowanego wówczas przez Jacka Chruścińskiego zespołu to:
- Tadeusz Pocieszyński – gitara, śpiew
- Jarosław Bąk – gitara
- Mariusz Kwiatkowski – saksofon
- Wojciech Groborz – instrumenty klawiszowe
- Jacek Chruściński – gitara basowa, śpiew
- Benedykt Radecki – perkusja

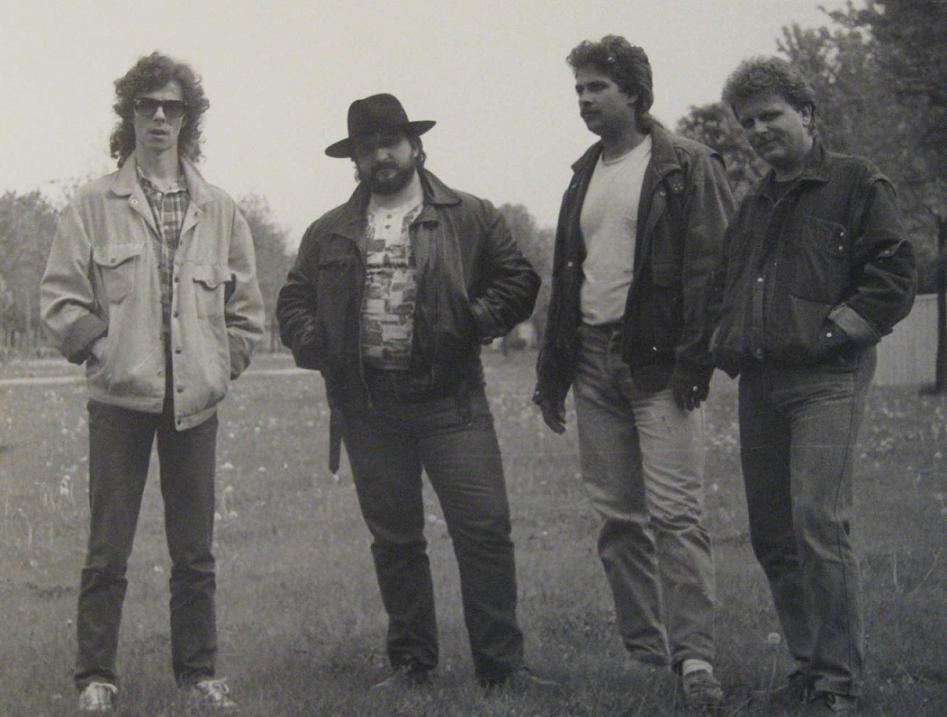
MONKEY BUSINESS w 1986: L. Kowal, T. Pocieszyński, G. Bębenek i J. Blecharz

Po odejściu w 1985 roku Jacka Chruścińskiego do Waweli nowym leaderem zostaje Tadeusz Pocieszyński. Na lata stabilizuje się skład:
- Tadeusz Pocieszyński – gitara, śpiew
- Janusz Blecharz – instrumenty klawiszowe
- Leszek Kowal – gitara basowa
- Grzegorz Bębenek – perkusja zastąpiony później przez Piotra Łapę

Zespół wydał albumy Goin' to Chicago oraz Dancing Blues. Wystąpił kilkakrotnie na głównej scenie festiwalu Rawa Blues oraz na licznych fetiwalach w kraju i za granicą (ZSRR). Koncertował wspólnie m.in. z Koko Taylor, Shemekią Copeland i Peterem Greenem. Jan Chojnacki zamieścił dwa utwory w wykonaniu grupy na albumie Bielszy odcień bluesa. W latach 90. z zespołem współpracowali również Sławomir Wierzcholski i Piotr Lubertowicz. Dla ośrodka TVP w Katowicach zespół zrealizował 30-minutowy program telewizyjny.